# William Hillebrand
William Hillebrand (1821–1886) va ser un metge i botànic alemany. Va viatjar per tot el món incloent una estada de 20 anys a les illes Hawaii. L'any 1850, Hillebrand va viure al que actualment és el Foster Botanical Garden de Honolulu.

## Biografia
El pare de Hillebrand era un jutge anomenat Franz Josef Hillebrand, i la seva mare es deia Louise Pauline Konig.
Estudià medicina a Heidelberg i a Berlín, i va exercir de metge a Paderborn. Ell va cercar un clima més càlid per a recuperar-se de problemes de pulmó, (pot ser la tuberculosi), i de primer viatjà a Austràlia el 1849, i després a Les Filipines.
Hillebrand anà a San Francisco i finalment arribà al Hawaii el 22 de desembre de 1850. Va aprendre l'idioma polinesi de Hawaii, com també parlava l'alemany, l'anglès, el francès i el llatí científic.
Va exercir amb el Dr. Wesley Newcomb, i es va casar amb la germanastra d'aquest Anna Post el 16 de novembre de 1852.
El 1853, Hillebrand comprà unes 5 hectàrees de terreny a Queen Kalama, allà hi va plantar nombroses espècies de plantes exòtiques.
Hillebrand, després de la mort de Thomas Charles Byde Rooke el 1858, va ser nomenat metge de la família reial del rei hawaià Kamehameha IV. Hillebrand també va servir com a metge en cap (i de fet era l'únic metge) del Queen's Hospital (actualment The Queen's Medical Center), from 1860 to 1871.
Aquest hospital va rebre el nom per la Reina Emma.
L'abril de 1865 Hillebrand viatjà a Àsia i les Antilles a càrrec del govern de Hawaii. Tenia tres encàrrecs: Fer recerca sobre les plantacions de sucre de canya, sobre la lepra i per importar plantes i animals útils per a Hawaii.
Hillebrand tornà a Alemanya el 1871. El 1877 va fer les gestions perquè els primers immigrants portuguesos anessin a treballar en les plantacions de sucre de Hawaii.
El seu fill William Francis Hillebrand (1853–1925), va ser un químic estatunidenc.

## Premis i honors
- Dues espècies de plantes, Veronica hillebrandii i Phebalium hillebrandii l'honoren.[2]

## Publicacions
- William Hillebrand. Flora of the Hawaiian Islands: a description of their phanerogams and vascular cryptogams.  Williams & Norgate, 1888.